# Jättesalamandrar
Jättesalamandrar (Cryptobranchidae) är en familj bland stjärtgroddjuren med två släkten, Cryptobranchus och Andrias, samt tre nutida arter, som finns i Asien och Nordamerika.
Jättesalamandrarna är stora djur, de ingående arterna är världens största groddjur. De är helt vattenlevande. Som vuxna saknar de gälar, och andas genom porer i huden. Till skillnad från de flesta andra stjärtgroddjur har de yttre befruktning, likt grodor.  
Kinesisk jättesalamander kan bli 1,5 meter lång, japansk jättesalamander upp till 1,4 meter och slamdjävulen upp till 0,75 meter. Extremiteterna är korta och svansens bakre del är avplattad. Arterna saknar ögonlock. Hela kroppen är täckt av mycket skrynklig hud.
Jättesalamandrar lever i kalla klara bergsbäckar och de är främst nattaktiva. De vilar under stenar eller under trädgrenar som ligger i vattnet. Arterna äter kräftor samt andra små ryggradslösa djur eller ryggradsdjur. Hanen försvarar under parningen en håla mot andra hanar som sedan besöks av en eller flera honor. Honorna lägger ägg som sedan befruktas av hanen. Honor av slamdjävul lägger 250 till 400 ägg per tillfälle.

## Arter[1]
- Andrias
  - Andrias davidianus kinesisk jättesalamander – akut hotad; finns mycket fragmenterat i Kina
  - Andrias japonicus japansk jättesalamander – finns på ett antal japanska öar
- Cryptobranchus
  - Cryptobranchus alleganiensis slamdjävul – förekommer i östra USA